# آمری لاتین
آمری لاتین (انگلیسی: Amere Lattin؛ زادهٔ ۱۲ ژوئیهٔ ۱۹۹۷) ورزشکار دو و میدانی اهل ایالات متحده آمریکا است.